# Saint-Rémy-sur-Creuse
Saint-Rémy-sur-Creuse és un municipi francès situat al departament de la Viena i a la regió de la Nova Aquitània. L'any 2007 tenia 405 habitants.

## Demografia

### Població
El 2007 la població de fet de Saint-Rémy-sur-Creuse era de 405 persones. Hi havia 181 famílies de les quals 64 eren unipersonals (36 homes vivint sols i 28 dones vivint soles), 56 parelles sense fills i 61 parelles amb fills.
La població ha evolucionat segons el següent gràfic:
Habitants censats

### Habitatges
El 2007 hi havia 254 habitatges, 179 eren l'habitatge principal de la família, 49 eren segones residències i 27 estaven desocupats. 241 eren cases i 10 eren apartaments. Dels 179 habitatges principals, 148 estaven ocupats pels seus propietaris, 29 estaven llogats i ocupats pels llogaters i 1 estava cedit a títol gratuït; 1 tenia una cambra, 13 en tenien dues, 32 en tenien tres, 54 en tenien quatre i 78 en tenien cinc o més. 150 habitatges disposaven pel capbaix d'una plaça de pàrquing. A 66 habitatges hi havia un automòbil i a 87 n'hi havia dos o més.

### Piràmide de població
La piràmide de població per edats i sexe el 2009 era:
| Homes | Edats   | Dones |
| ----- | ------- | ----- |
| 0     | 95 o +  | 0     |
| 0     | 90 a 94 | 0     |
| 0     | 85 a 89 | 12    |
| 0     | 80 a 84 | 4     |
| 8     | 75 a 79 | 4     |
| 4     | 70 a 74 | 12    |
| 32    | 65 a 69 | 8     |
| 16    | 60 a 64 | 12    |
| 12    | 55 a 59 | 24    |
| 24    | 50 a 54 | 12    |
| 16    | 45 a 49 | 20    |
| 24    | 40 a 44 | 20    |
| 20    | 35 a 39 | 4     |
| 4     | 30 a 34 | 12    |
| 28    | 25 a 29 | 4     |
| 0     | 20 a 24 | 4     |
| 8     | 15 a 19 | 8     |
| 16    | 10 a 14 | 20    |
| 0     | 5 a 9   | 4     |
| 8     | 0 a 4   | 0     |

## Economia
El 2007 la població en edat de treballar era de 260 persones, 182 eren actives i 78 eren inactives. De les 182 persones actives 166 estaven ocupades (93 homes i 73 dones) i 16 estaven aturades (6 homes i 10 dones). De les 78 persones inactives 27 estaven jubilades, 21 estaven estudiant i 30 estaven classificades com a «altres inactius».

### Ingressos
El 2009 a Saint-Rémy-sur-Creuse hi havia 173 unitats fiscals que integraven 391,5 persones, la mediana anual d'ingressos fiscals per persona era de 16.209 €.

### Activitats econòmiques
Dels 13 establiments que hi havia el 2007, 2 eren d'empreses de construcció, 3 d'empreses de comerç i reparació d'automòbils, 3 d'empreses d'hostatgeria i restauració, 1 d'una empresa immobiliària, 1 d'una empresa de serveis, 1 d'una entitat de l'administració pública i 2 d'empreses classificades com a «altres activitats de serveis».
Dels 6 establiments de servei als particulars que hi havia el 2009, 1 era un taller de reparació d'automòbils i de material agrícola, 1 autoescola, 1 fusteria, 1 perruqueria i 2 restaurants.
L'any 2000 a Saint-Rémy-sur-Creuse hi havia 12 explotacions agrícoles que ocupaven un total de 1.162 hectàrees.

## Equipaments sanitaris i escolars
El 2009 hi havia una escola elemental integrada dins d'un grup escolar amb les comunes properes formant una escola dispersa.

## Poblacions més properes
El següent diagrama mostra les poblacions més properes.